# 威爾遜山 (奧次地)
69°40′S 158°30′E / 69.667°S 158.500°E
威爾遜山（英語：Wilson Hills）是南極洲的山丘，位於奧次地，全長約110公里，該山丘在1911年2月由美國海軍上尉發現，以動物學家命名，現時由南極條約體系管理。